# Werner Büttner
Werner Büttner (* 15. März 1954 in Jena) ist ein deutscher Maler.

## Leben und Werk
Büttner siedelte kurz vor dem Mauerbau 1961 mit seinen Eltern von der DDR nach München über. 1968 nach Berlin gezogen, studierte er von 1973 bis 1977 an der Freien Universität Berlin Rechtswissenschaften. Nach seinem Studium arbeitete er als Sozialhelfer in der Justizvollzugsanstalt Tegel. Er war Mitbegründer mehrerer humorvoll titulierter Organisationen wie des „Dum-Dum-Liga-Journal“, Einrichtung einer Samenbank für DDR-Flüchtlinge. 1976 gründete er mit Albert Oehlen die „Liga zur Bekämpfung des widersprüchlichen Verhaltens“. In den 1980ern wurde er zusammen mit den Brüdern Albert und Markus Oehlen und Martin Kippenberger zu den sogenannten „Neuen“ oder „Jungen Wilden“ in der Malerei gerechnet, die sich von der Konzeptkunst abwendeten und eine „Rückkehr der Malerei“ propagierten.
1978 malte er mit Albert Oehlen ein Wandbild für die Buchhandlung „Welt“ in Hamburg. Als Reaktion erfolgte eine Anzeige wegen Veröffentlichung pornographischer Darstellungen. Daraufhin kam es zur Gründung der „Liga zur Bekämpfung des widersprüchlichen Verhaltens“. 1979 nahm Büttner an der Gruppenausstellung „Elend“ teil, veranstaltet von Martin Kippenberger in Berlin. 1980 richtete er zusammen mit Albert Oehlen und Georg Herold eine Samenbank für DDR-Flüchtlinge ein und gründete 1981 zusammen mit Albert und Markus Oehlen die „Kirche der Ununterschiedlichkeit“. Im selben Jahr hatte er seine erste Einzelausstellung in der Stuttgarter Galerie Max Hetzler.
Seine Malerei war damals neoexpressionistisch bis neodadaistisch, mit teils humorvollen und sarkastischen Anspielungen auf den Alltag in Titeln und Sujets. In den Medien, wie der Zeitschrift Twen, die im Mai 1982 die „Neuen Wilden“ vorstellte und interviewte, machte Büttner wie andere Junge Wilde auch mit Gesellschaftskritik, ironisch-provokanten Aussagen, rebellischen Posen und verbalen Tabu-Brüchen auf sich aufmerksam: „Ich will auch nur ein warmes Plätzchen, von wo aus ich Menschen für eine gute Sache abknallen kann.“ oder „Die Beseitigung falscher Gedanken ist ebenso ein Akt des künstlerischen Rausches wie die Beseitigung von Müll in Museum und Wohnung“, „Das Auge aufs Kleine und die Großen aufs Auge“, so Büttner 1982. Ein Manifest von ihm zusammen mit Oehlen und Georg Herold ist mit Facharbeiterficken tituliert.
Büttner arbeitete als Autor bei der Musikzeitschrift Sounds und war im Jahre 1982 auf der Gruppenausstellung Zeitgeist vertreten. In den späten 80er und den 90er Jahren wurden seine Arbeiten wie die der anderen Neuen Wilden auch am Kunstmarkt hoch gehandelt. 1984 war Werner Büttner einer der 64 Künstler bei der Kunstausstellung Von hier aus – Zwei Monate neue deutsche Kunst in Düsseldorf.
In den 1980ern gründete er zusammen mit Albert Oehlen den Meter-Verlag. „Die zwei hatten sich vorgenommen, einen Regalmeter mit selbst verlegten Büchern zu füllen. Das ist ihnen auch fast gelungen.“
Seit den 1980er Jahren war Werner Büttner Dozent und von 1989 bis 2021 Professor an der Hochschule für Bildende Künste in Hamburg, er unterrichtete dort Malerei und engagierte sich auch intern in der Hochschulpolitik. Bei ihm studierte u. a. Daniel Richter und MatWay.
Zusammen mit dem Lions-Club und dem Ausschuss für Kulturförderung der Handelskammer Hamburg wählt er als Kurator jährlich junge Künstler für die Verkaufsveranstaltung „Kunst in der Börse“ in Hamburg aus. Er selbst beschäftigt sich heute künstlerisch vorrangig mit neodadaistischen Collagen, die unter anderem in den Deichtorhallen Hamburg ausgestellt wurden.
Anlässlich seines 65. Geburtstages rief Büttner 2019 die Stiftung Störer des Stumpfsinns ins Leben, die es Stipendiaten ermöglichen soll, in Büttners Wohn- und Atelierhaus in Geesthacht bei Hamburg zu arbeiten.

## Öffentliche Sammlungen
Büttner ist mit seinen Werken unter anderem in folgenden Sammlungen vertreten:
Deutschland
- Kunstmuseum Walter im Glaspalast, Augsburg
- Kupferstichkabinett Dresden[3]
- Sammlung Falckenberg, Kulturstiftung Phoenix Art, Hamburg
- Hamburger Kunsthalle, Hamburg
- Zentrum für Kunst und Medientechnologie, Karlsruhe
- Kunstraum Grässlin, St. Georgen

Frankreich
- FRAC – Poitou-Charentes, Angoulême
- FRAC – Limousin, Limoges

## Bibliografie
- Und das Meer lag da wie Nudeln aus Gold und Silber. Ritter Verlag, Klagenfurt 1987, ISBN 3-85415-048-2.

## Diskografie
- Markus Oehlen, Albert Oehlen, Jörg Immendorff, Werner Büttner, Martin Kippenberger und A.R. Penck – Die Rache der Erinnerung, ZickZack – ZZ 205, 1984

## Ausstellungen
- 2011: Die erlösende Eloquenz erprobter Dinge – Jena Paradies revisited, Kunstverein in Hamburg, Hamburg
- 2013: Werner Büttner: Gemeine Wahrheiten Zentrum für Kunst und Medientechnologie, Karlsruhe; anschließend Weserburg, Bremen.
- 2021: Werner Büttner. Last Lecture Show, Hamburger Kunsthalle, Hamburg[4]

## Filme
- Martin Kippenberger und Co – Ein Dokument. „Ich kann mir nicht jeden Tag ein Ohr abschneiden“. Buch und Regie: Jaqueline Kaess Farquet. München 1985/2010. DVD. 25 min., Independent Artfilms

## Auszeichnungen
- 2011: Hans Platschek Preis für Kunst und Schrift der Hans Platschek Stiftung